# Nicolas Gygax
Nicolas Gygax (Zúrich, 15 de febrero de 1996) es un deportista suizo que compite en esquí acrobático. Ganó una medalla de oro en el Campeonato Mundial de Esquí Acrobático de 2019, en la prueba de salto aéreo por equipos.

## Medallero internacional
| Campeonato Mundial | Campeonato Mundial         | Campeonato Mundial | Campeonato Mundial      |
| Año                | Lugar                      | Medalla            | Prueba                  |
| ------------------ | -------------------------- | ------------------ | ----------------------- |
| 2019               | Park City (Estados Unidos) | Medalla de oro     | Salto aéreo por equipos |